# Батуринські статті
Бату́ринські статті́ — документ з п'яти умов, підписаний 17 листопада 1663 між гетьманом Лівобережної України Іваном Брюховецьким з представниками Московського царства Башмаковим і Фроловим як додаток до основних Переяславських статей 1659.

## Зміст
Батуринські статті підтверджували Березневі статті 1654 року, але містили додаткові пункти, за якими гетьманська адміністрація зобов'язувалась:
- утримувати коштом місцевого населення московське військо в Україні;
- повертати в Московію втікачів;
- упорядкувати козацький реєстр, визначений попередніми договорами;
- заборонити українським купцям продавати збіжжя на Правобережжі;
- не вивозити горілку й тютюн в московські міста, адже це порушувало царську державну монополію тощо.

Після тривалих дискусій уряд Брюховецького був змушений погодитися з умовами Москви.
У 1665 році Батуринські статті були замінені Московськими статтями 1665 року.